# 小屋 (大谷吉継妹)
小屋（こや）は安土桃山時代から江戸時代初期に活躍した女性で、大谷吉継の妹 。

## 概要
大阪城で倉の管理を任されていたと伝わる。『兼見卿記』によると、文禄4年(1595年) 1月25日に、太閤秀吉の道具が倉から盗まれた。御倉番を務めていたのが東殿息女（小屋の事）25歳とあるので、生年は元亀元年(1570年)と考えられる。その後、失せ物の件については太閤秀吉より不問にされた。
『華頂要略』によると、天正20年(1592年) 青蓮院に、大谷刑部少輔妹コヤから美濃紙50帖が進呈された。
文禄2年（1593年）、太宰府天満宮に吉継が寄進した鶴亀文懸鏡の銘には母の東殿と共に小屋、小石、徳らの名が見られる 。ちなみに4人の名前の記載順は、東・小石・徳・小屋。
『時慶記』によると、慶長5年(1600年) 9月26日 母の東殿と共に捕縛された。
『幸家公記』によれば秀吉に仕え、元和9年（1623年）より秀勝の生母・日秀尼のもとに身を寄せた。